# Iowa Cubs
Iowa Cubs (ofta förkortat I-Cubs) är en professionell basebollklubb som spelar i Pacific Coast League, en farmarliga på den högsta nivån (AAA) under Major League Baseball (MLB). Klubben är hemmahörande i Des Moines i Iowa i USA.
Moderklubb är sedan 1981 Chicago Cubs.

## Historia

### Iowa Oaks/Cubs
Klubben grundades 1969 och fick namnet Iowa Oaks. Klubben spelade från början i American Association.
1982 bytte klubben namn till Iowa Cubs.
När American Association lades ned efter säsongen 1997 bytte klubben liga till Pacific Coast League.
2007 sattes nytt klubbrekord med sammanlagt 576 310 åskådare.

## Hemmaarena
Hemmaarena är sedan 1992 Principal Park. Dessförinnan spelade man i Sec Taylor Stadium.